# Margootje
"Margootje" is een Nederlandstalig lied op tekst van Annie M.G. Schmidt en muziek van Wim Sonneveld, oorspronkelijk gearrangeeerd door Harry Bannink. Het was onderdeel van Sonnevelds show Een avond met Wim Sonneveld, waarmee hij vanaf januari 1964 in het theater stond. In 1965 werd het op het Philips-label op single uitgebracht. Het haalde geen notering in de hitlijsten.
Sonneveld zingt "Margootje, Margootje, in zo’n klein Peugeootje", dat hem een gesponsorde auto opleverde. Deze Margootje was een klein persoon uit Madurodam, dat uit het niets bij Sonneveld thuis opdook. Ze wilde een affaire, maar Sonneveld weigerde. Hij wilde van haar af en ze vertrok weer naar de museumstad. Aan het eind van het lied bleek hij haar toch erg te missen.  
Het lied is gecoverd door onder anderen André van Duin en Drukwerk.

## NPO Radio 2 Top 2000
| Nummer met noteringen in de NPO Radio 2 Top 2000 | '99  | '00  | '01  | '02  |
| ------------------------------------------------ | ---- | ---- | ---- | ---- |
| Margootje                                        | 1203 | 1619 | 1580 | 1962 |

1. ↑  Een vetgedrukt getal geeft de hoogste notering aan.
2. ↑  Deze tabel is bijgewerkt tot en met de laatste editie (2024).